# Tillandsioideae
Tillandsioideae Burnett, 1835 è una sottofamiglia di piante della famiglia Bromeliaceae. La maggior parte sono piante epifite o litofite, crescendo su alberi o rocce ed assorbendo acqua e nutrienti dall'aria.

## Descrizione

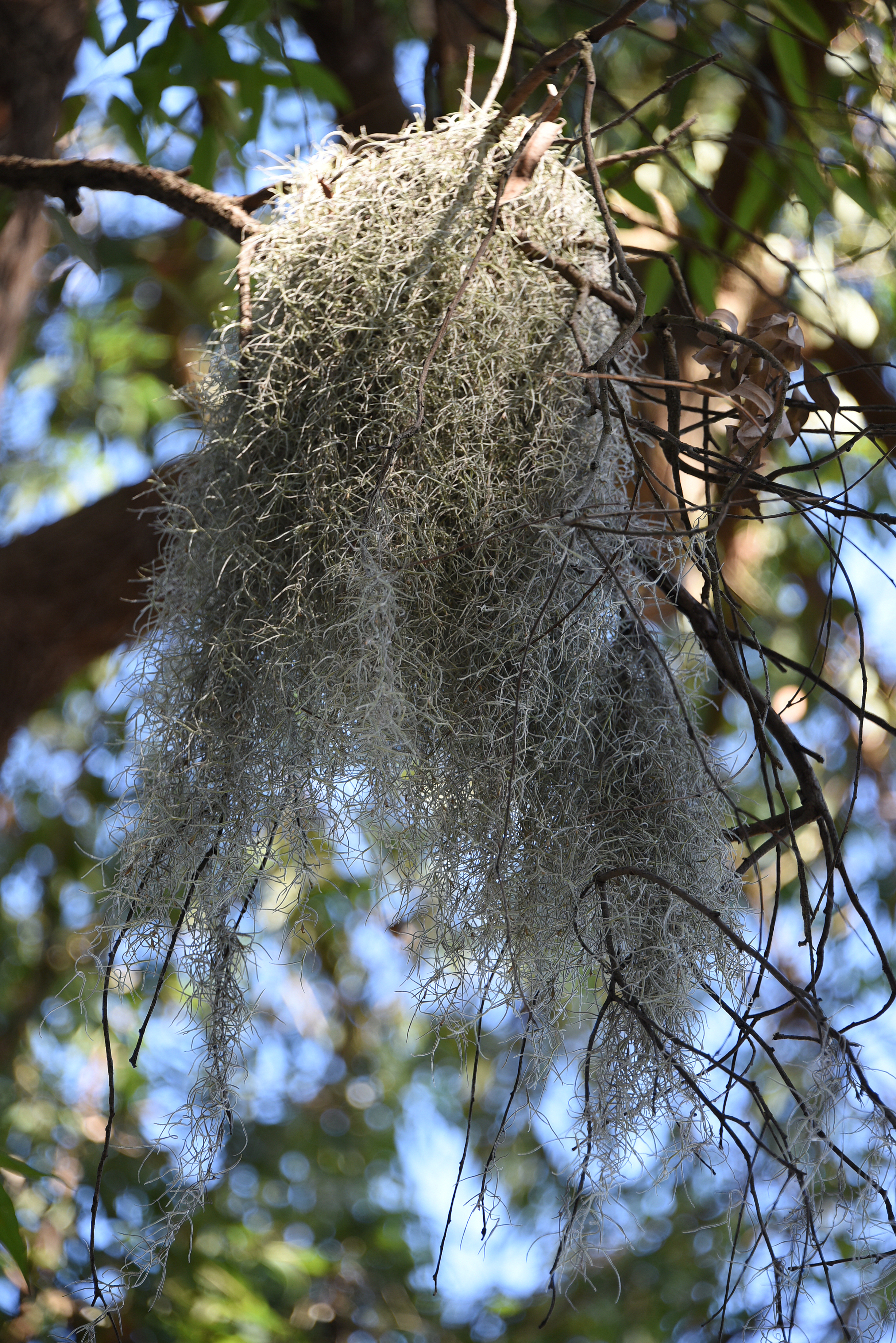
Tillandsia usneoides

Le Tillandsioideae sono una sottofamiglia che comprende specie dalle morfologie molto differenziate, che si distinguono dalle altre bromeliacee in base ad alcune caratteristiche comuni: presentano foglie con margine intero, liscio, privo di spine;  il loro frutto è una capsula deiscente che contiene semi piumosi, facilmente dispersi dal vento (anemocoria), dotati di appendici apicali più o meno sviluppate, che ne favoriscono l'adesione a superfici epifitiche idonee per la germinazione; l'ovario è supero, fatta eccezione per le specie del genere Glomeropitcairnia, con ovario semi-infero e capsule parzialmente indeiscenti, e quelle dei generi Pseudalcantarea e Alcantarea, con ovario semi-infero criptico.
Molte producono fiori fragranti.
Quasi tutte le bromeliacee hanno gruppi cellulari specializzati chiamati tricomi, che formano scaglie sulle foglie. I tricomi presenti nelle Tillandsioideae possono ricoprire le piante a tal punto che esse appaiono grigie o bianche, come in Tillandsia usneoides. Oltre all'assorbimento dei nutrienti, i tricomi possono servire a isolare la pianta dal gelo.
Probabilmente, questa sottofamiglia è la più evoluta delle bromeliacee, con adattamenti speciali per la sopravvivenza in condizioni di secco estremo, con molte specie che possono essere descritte come xerofite.

## Tassonomia
La sottofamiglia comprende i seguenti generi:
- Alcantarea (É. Morren ex Mez) Harms (40 spp.)
- Barfussia Manzan. & W. Till (3 spp.)
- Catopsis Griseb. (21 spp.)
- Cipuropsis Ule (12 spp.)
- Glomeropitcairnia Mez (2 spp.)
- Goudaea W. Till & Barfuss (2 spp.)
- Gregbrownia W. Till & Barfuss (4 spp.)
- Guzmania Ruiz & Pav. (208 spp.)
- Jagrantia Barfuss & W. Till (1 sp.)
- Lemeltonia Barfuss & W. Till (7 spp.)
- Lutheria Barfuss & W. Till (4 spp.)
- Pseudalcantarea (C. Presl) Pinzón & Barfuss (3 spp.)
- Racinaea M. A. Spencer & L. B. Sm. (80 spp.)
- Stigmatodon Leme, G. K. Br. & Barfuss (19 spp.)
- Tillandsia L. (638 spp.)
- Vriesea Lindl. (256 spp.)
- Wallisia (Regel) É. Morren (4 spp.)
- Waltillia Leme, Barfuss & Halbritt. (1 sp.)
- Werauhia J. R. Grant (93 spp.)
- Zizkaea W. Till & Barfuss (1 sp.)

È inoltre noto il seguente ibrido intergenerico:
- × Guzlandsia Gouda (Guzmania × Tillandsia - 1 sp.)

### Alcune specie

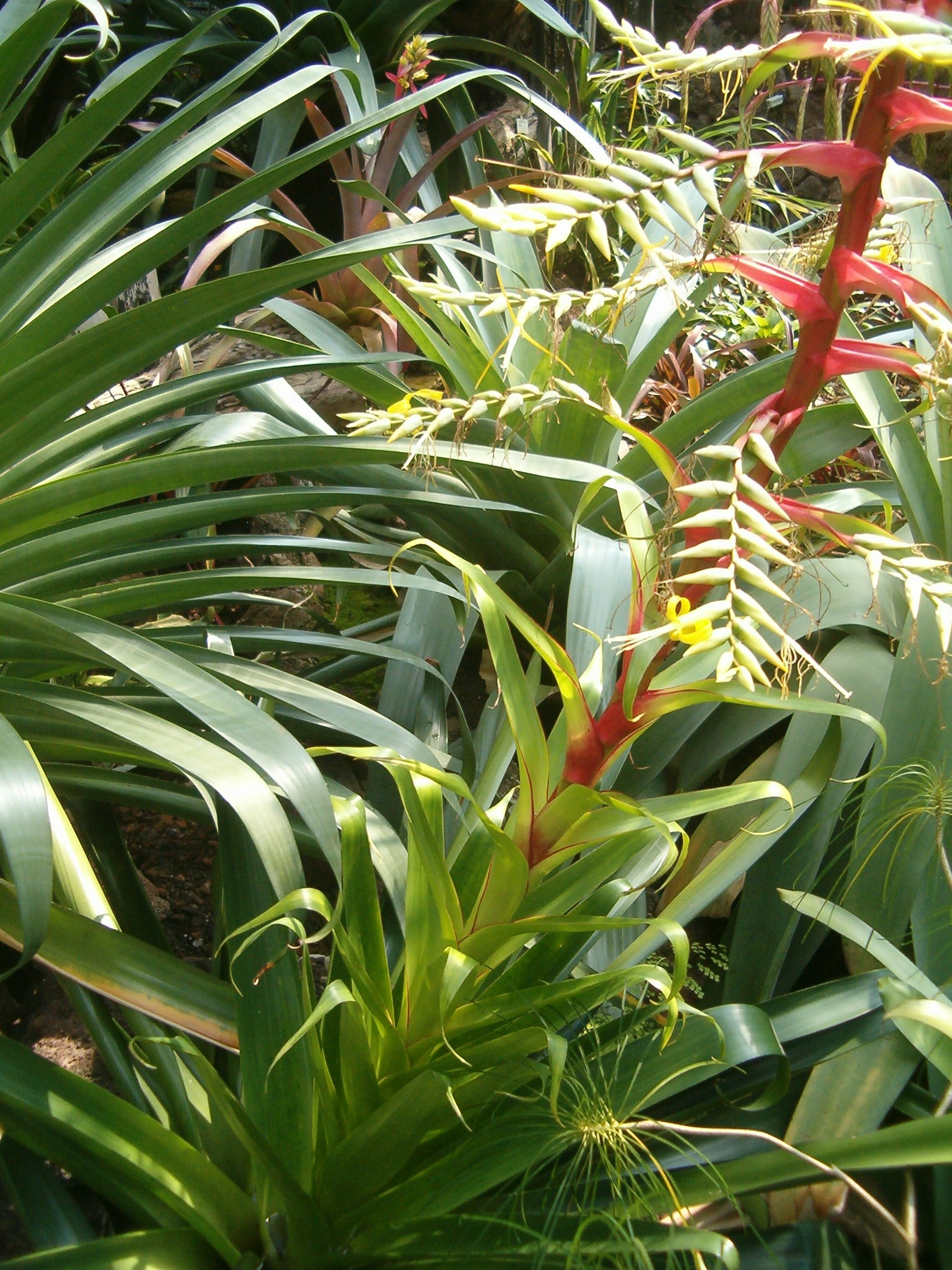
Alcantarea geniculata
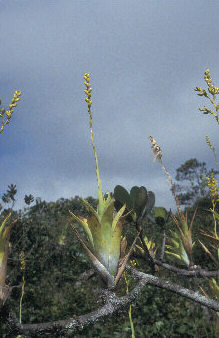
Catopsis berteroniana
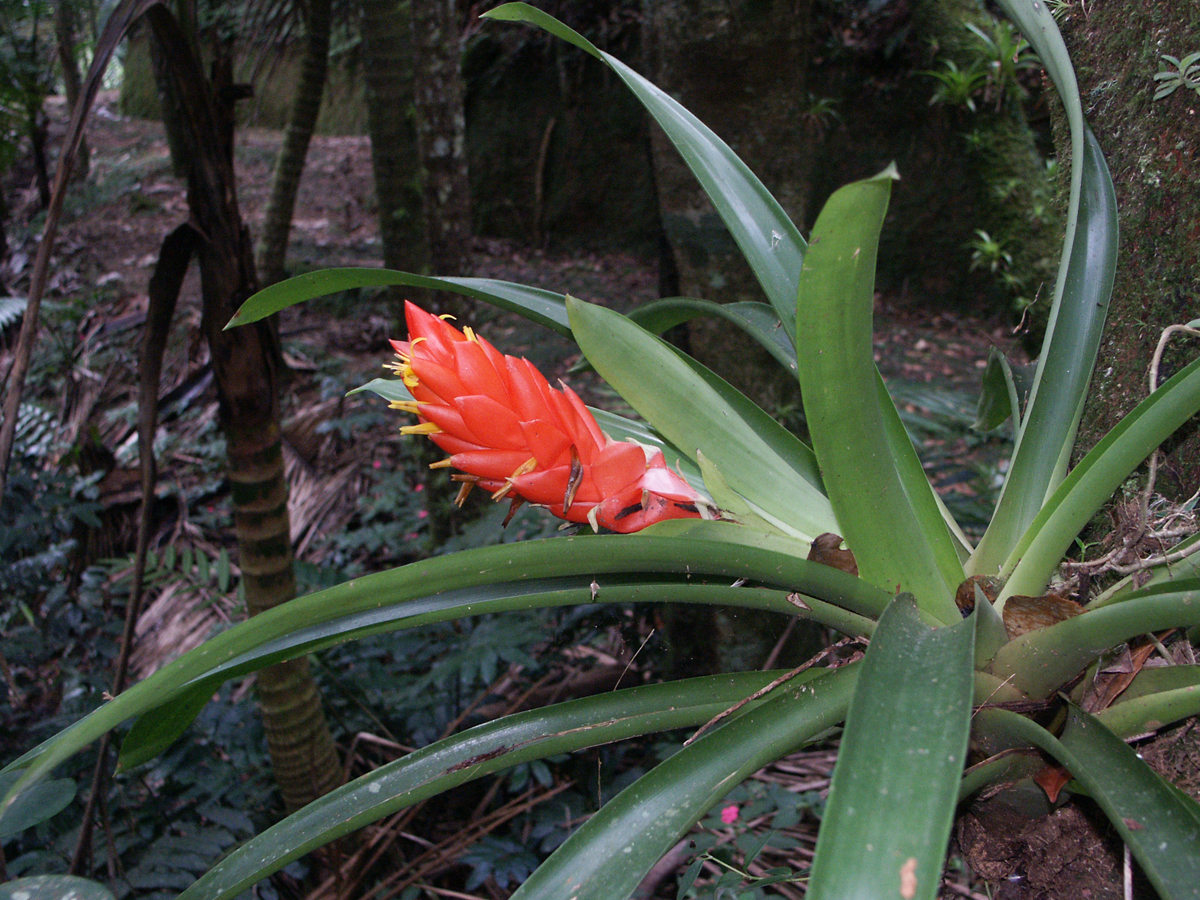
Guzmania berteroniana
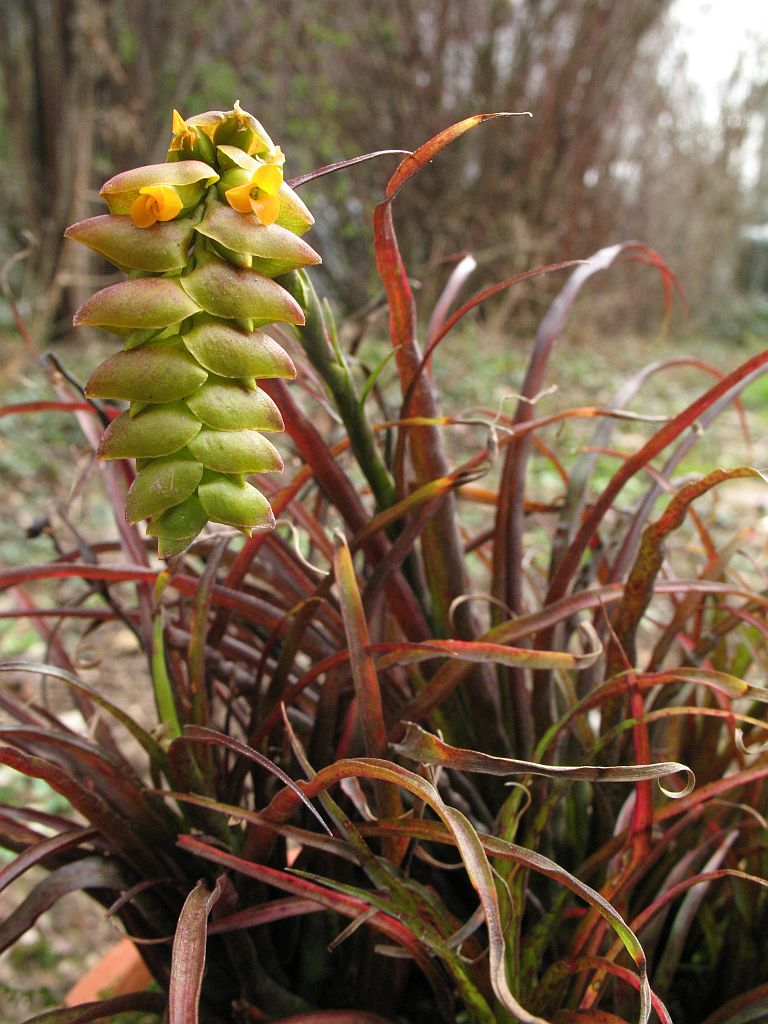
Racinaea crispa
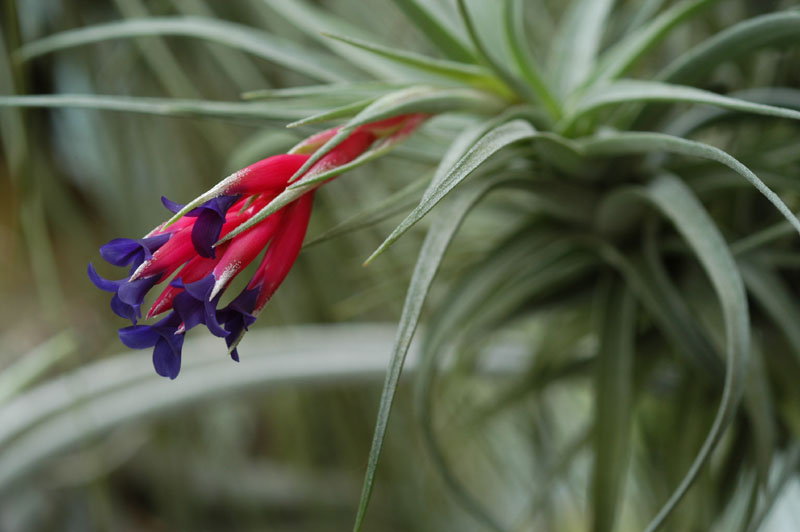
Tillandsia aeranthos